# Veggjabunga
Veggjabunga är en kulle i republiken Island. Den ligger i regionen Norðurland eystra, 290 km nordost om huvudstaden Reykjavík. Toppen på Veggjabunga är 558 meter över havet, eller 65 meter över den omgivande terrängen. Bredden vid basen är 1,1 km.
Trakten runt Veggjabunga är nära nog obefolkad, med mindre än två invånare per kvadratkilometer. Det finns inga samhällen i närheten. Trakten runt Veggjabunga består i huvudsak av gräsmarker.